# احساسات (فیلم ۱۹۷۴)
احساسات (انگلیسی: Feelings) یک فیلم بریتانیایی در سبک درام و محصول سال ۱۹۷۴ میلادی است. از بازیگران این فیلم می‌توان پل فریمن را نام برد.